# Гебхард XXVII фон Алвенслебен
Гебхард XXVII фон Алвенслебен (на немски: Gebhard XXVII von Alvensleben; * 11 април 1676, Еркслебен; † 29 април 1704/19 април 1709, Айхенбарлебен) е благородник от род Алвенслебен в дворец Нойгатерслебен в Саксония-Анхалт.

## Произход
Той е син на Гебхард Йохан II фон Алвенслебен (1642 – 1700) и Кристина фон Алвенслебен (1651 – 1691), дъщеря на Гебхард XXV фон Алвенслебен (1618 – 1681) и Агнес фон Раутенберг (1616 – 1685/1686).
Гебхард XXVII фон Алвенслебен умира на 33 години на 19 април 1709 г. в Айхенбарлебен.

## Фамилия
Гебхард XXVII фон Алвенслебен се жени на 7 август 1701 г. за Хелена фон дер Шуленбург (* 7 юли 1676, Алтенхаузен; † 27 юни 1747, Магдебург), дъщеря на фрайхер Александер III фон дер Шуленбург (1616 – 1683) и втората му съпруга Анна София фон Бисмарк (1645 – 1709). Те имат един син:
- Гебхард Йохан IV фон Алвенслебен (* 10 февруари 1703, Айхенбарлебен; † 2 януари 1763, Магдебург), женен I. на 3 февруари 1726 в Еркслебен за Йохана Фридерика фон Алвенслебен (* 9 август 1709, Еркслебен; † 4 май 1727), II. на 1 юни 1728 г. в Биндорф, окр. Кьотен за София Вилхелмина фон Хаген (* 2 април 1710, Волфенбютел; † 18 август 1747, Айхенбарлебен), III. на 31 март 1744 г. в Тухайм за Йохана Елеонора фон дер Шуленбург (* 28 октомври 1721, Тухайм; † 28 юни 1808)